# Eubolbitus zarudnyii
Eubolbitus zarudnyii là một loài bọ cánh cứng trong họ Geotrupidae. Loài này được Semenov & Medvedev miêu tả khoa học năm 1929.